# Tarasivka (Șevcenkivka), Mahdalînivka
Tarasivka (în ucraineană Тарасівка) este un sat în comuna Șevcenkivka din raionul Mahdalînivka, regiunea Dnipropetrovsk, Ucraina.

## Demografie
Componența lingvistică a localității Tarasivka
     Ucraineană (93,67%)
     Rusă (6,33%)
Conform recensământului din 2001, majoritatea populației localității Tarasivka era vorbitoare de ucraineană (93,67%), existând în minoritate și vorbitori de rusă (6,33%).